# バビチ・ブランコ
ブランコ・バビッチ（セルビア語: Бранко Бабић, ラテン文字転写: Branko Babić、1950年9月11日 - ）は、セルビア（旧ユーゴスラビア）の元サッカー選手、サッカー指導者。ポジションはミッドフィールダー。Jリーグ時代の登録名はバビチ・ブランコ。

## 来歴
ユーゴスラビアで複数のクラブの監督を務めた後、2000年にJ2リーグに昇格したばかりの水戸ホーリーホックの監督に就任、1シーズン指揮を執った。